# Brasile ai Giochi della XI Olimpiade
Il Brasile ha partecipato ai Giochi della XI Olimpiade di Berlino, svoltisi dal 1º al 16 agosto 1936, con una delegazione di 73 atleti di cui 6 donne. Portabandiera alla cerimonia di apertura fu l'ostacolista Sylvio Padilha, alla sua seconda Olimpiade. Si è trattato della quinta partecipazione di questo paese ai Giochi. Non sono state conquistate medaglie.

## Risultati

### Atletica leggera
Corse maschili
| Evento             | Atleta              | Batteria     | Batteria  | Semifinale      | Semifinale      | Finale          | Finale          |
| Evento             | Atleta              | Tempo        | Posizione | Tempo           | Posizione       | Tempo           | Posizione       |
| ------------------ | ------------------- | ------------ | --------- | --------------- | --------------- | --------------- | --------------- |
| 100 metri piani    | José de Almeida     | 11.1         | 4°        | Non qualificato | Non qualificato | Non qualificato | Non qualificato |
| 100 metri piani    | Oswaldo Domingues   | Non rilevato | 5°        | Non qualificato | Non qualificato | Non qualificato | Non qualificato |
| 200 metri piani    | José de Almeida     | Non rilevato | 5°        | Non qualificato | Non qualificato | Non qualificato | Non qualificato |
| 400 metri piani    | Antônio de Carvalho | 50.4         | 5°        | Non qualificato | Non qualificato | Non qualificato | Non qualificato |
| 110 metri ostacoli | Darcy Guimarães     | Non rilevato | 4°        | Non qualificato | Non qualificato | Non qualificato | Non qualificato |
| 400 metri ostacoli | Sylvio Padilha      | 54.2         | 2°        | 53.3            | 3°              | 54.0            | 5°              |

Salti e lanci maschili
| Evento              | Atleta             | Qualificazioni | Qualificazioni | Finale | Finale    |
| Evento              | Atleta             | Misura         | Posizione      | Misura | Posizione |
| ------------------- | ------------------ | -------------- | -------------- | ------ | --------- |
| Salto in alto       | Alfredo Mendes     | 1.80           | 23°            | NQ     | 23°       |
| Salto in alto       | Ícaro Mello        | 1.80           | 23°            | NQ     | 23°       |
| Salto in lungo      | Márcio de Oliveira | Non rilevato   | Non rilevato   | 7.05   | 15°       |
| Getto del peso      | Antônio Lira       | Non rilevato   | Non rilevato   | NQ     | 16°       |
| Lancio del martello | Assis Naban        | Non rilevato   | Non rilevato   | NQ     | 18°       |

### Canottaggio
| Evento        | Atleta | Batteria | Batteria  | Repechage | Repechage | Finale | Finale    |
| Evento        | Atleta | Tempo    | Posizione | Tempo     | Posizione | Tempo  | Posizione |
| ------------- | --- | -------- | --------- | --------- | --------- | ------ | --------- |
| Singolo       | Celestino João de Palma | 7:37.7   | 2°        | 7:49.7    | 3°        | NQ     | 13°       |
| Due di coppia | Adamor Gonçalves Pascoal Rapuano | 7:26.3   | 6°        | 8:30.2    | 5°        | NQ     | 11°       |
| Due senza     | Afonso de Castro Eduardo Lehman | 7:40.2   | 4°        | DNF       | DNF       | NQ     | 12°       |
| Due con       | Estevan Strata José Ramalho Decio Klettenberg | 8:13.7   | 6°        | 9:32.3    | 5°        | NQ     | 11°       |
| Quattro con   | Nelson Ribeiro Álvaro de Sá Freire José de Campos Wilson de Freitas Henrique Camargo                                                                  | 7:01.3   | 2°        | 8:26.0    | 4°        | NQ     | 13°       |
| Otto          | Arno Franzen Maximiliano Fava Ernesto Santer Alfredo de Boer Frederico Gadevald Henrique Kranen Filho Nilo Anselmo Franzen Lauro Franzen Rodolfo Rath | 6:33.2   | 5°        | 7:06.1    | 4°        | NQ     | 13°       |

### Ciclismo
| Evento         | Atleta           | Tempo        | Posizione    |
| -------------- | ---------------- | ------------ | ------------ |
| Corsa in linea | Dertônio Ferrer  | Non rilevato | Non rilevato |
| Corsa in linea | José Magnani     | Non rilevato | Non rilevato |
| Corsa in linea | Hermógenes Netto | Non rilevato | Non rilevato |

### Nuoto
Gare maschili
| Evento               | Atleta                                                    | Batteria | Batteria  | Finale | Finale    |
| Evento               | Atleta                                                    | Tempo    | Posizione | Tempo  | Posizione |
| -------------------- | --------------------------------------------------------- | -------- | --------- | ------ | --------- |
| 100 m stile libero   | Paulo Tarrto                                              | 1:02.6   | 5°        | NQ     | 29°       |
| 100 m stile libero   | Isaac Morais                                              | 1:03.5   | 5°        | NQ     | 29°       |
| 100 m stile libero   | Leônidas da Silva                                         | 1:03.3   | 5°        | NQ     | 29°       |
| 400 m stile libero   | João Havelange                                            | 5:31.5   | 4°        | NQ     | 19°       |
| 400 m stile libero   | Aluizio Lage                                              | 5:18.3   | 5°        | NQ     | 25°       |
| 400 m stile libero   | Manoel Villar                                             | 5:18.2   | 4°        | NQ     | 19°       |
| 1500 m stile libero  | João Havelange                                            | 22:54.1  | 5°        | NQ     | 17°       |
| 1500 m stile libero  | Manoel Villar                                             | 21:49.9  | 5°        | NQ     | 17°       |
| 100 m dorso          | Ademar Caballero                                          | 1:17.0   | 4°        | NQ     | 23°       |
| 100 m dorso          | Benvenuto Nuñes                                           | 1:16.9   | 6°        | NQ     | 22°       |
| 100 m dorso          | Antônio Amaral Filho                                      | 1:21.0   | 7°        | NQ     | 27°       |
| 200 m rana           | Julius Edgar Arp                                          | 3:02.6   | 5°        | NQ     | 21°       |
| 200 m rana           | Antônio Luiz dos Santos                                   | 2:56.8   | 4°        | NQ     | 18°       |
| 4x100 m stile libero | Aluizio Lage Leônidas da Silva Manoel Villar Isaac Morais | 9:42.5   | 3°        | NQ     | 11°       |

Gare Femminili
| Evento             | Atleta                   | Batteria | Batteria  | Semifinale | Semifinale | Finale | Finale    |
| Evento             | Atleta                   | Tempo    | Posizione | Tempo      | Posizione  | Tempo  | Posizione |
| ------------------ | ------------------------ | -------- | --------- | ---------- | ---------- | ------ | --------- |
| 100 m stile libero | Piedade Coutinho-Tavares | 1:09.4   | 2°        | 1:09.6     | 5°         | NQ     | 8°        |
| 100 m stile libero | Scylla Venâncio          | 1:15.1   | 8°        | NQ         | NQ         | NQ     | 31°       |
| 100 m stile libero | Helena de Salles         | 1:16.2   | 6°        | NQ         | NQ         | NQ     | 32°       |
| 400 m stile libero | Piedade Coutinho-Tavares | 5:35.5   | 3°        | 5:42.5     | 2°         | 5:35.2 | 5°        |
| 400 m stile libero | Scylla Venâncio          | 6:23.0   | 5°        | NQ         | NQ         | NQ     | 21°       |
| 100 m dorso        | Sieglinda Zigler         | 1:32.0   | 8°        | NQ         | NQ         | NQ     | 20°       |
| 200 m rana         | Maria Lenk               | 3:17.2   | 3°        | 3:17.7     | 7°         | NQ     | 12°       |

### Pallacanestro
| Atleta | Classifica |
| --- | ---------- |
| V · D · M Nazionale brasiliana - Pallacanestro ai Giochi della XI Olimpiade Armando · Baiano · Coroa · Carmino · Nélson Monteiro · Miguel Pedro · Américo · Pavão · Cacau · José Oscar · All. Arno Frank | 9°         |
| Nazionale brasiliana - Pallacanestro ai Giochi della XI Olimpiade |            |
| Armando · Baiano · Coroa · Carmino · Nélson Monteiro · Miguel Pedro · Américo · Pavão · Cacau · José Oscar · All. Arno Frank                                                                             |            |

### Pentathlon moderno
| Atleta                   |      |         |    |    |     |        |         | Totale | Posizione |
| Atleta                   | PE   | TT      | VV | PP | PT  | TT     | TT      | Totale | Posizione |
| ------------------------ | ---- | ------- | -- | -- | --- | ------ | ------- | ------ | --------- |
| Guilherme Catramby Filho | 1.0  | 11:07.8 | 14 | 7  | 157 | 5:40.9 | 16:51.7 | 159.5  | 36°       |
| Rui Pinto Duarte         | 18.0 | 10:57.5 | 14 | 3  | 167 | 5:30.3 | 15:52.0 | 160.0  | 37°       |
| Anísio da Rocha          | DNF  | DNF     | 17 | 3  | 146 | 7:22.5 | 15:40.7 | 177.5  | 39°       |

### Scherma
Tornei individuali
| Evento             | Atleta               | 1 Turno | 1 Turno | 2 Turno | 2 Turno | Semifinali | Semifinali | Posizione | Posizione |
| Evento             | Atleta               | V       | S       | V       | S       | V          | S          | Posizione | Posizione |
| ------------------ | -------------------- | ------- | ------- | ------- | ------- | ---------- | ---------- | --------- | --------- |
| Fioretto maschile  | Ricardo Vagnotti     | 1       | 4       | -       | -       | -          | -          | 37°       |           |
| Fioretto maschile  | Lodovico Alessandri  | 1       | 5       | -       | -       | -          | -          | 47°       |           |
| Fioretto maschile  | Moacyr Dunham        | 0       | 4       | -       | -       | -          | -          | 47°       |           |
| Spada              | Henrique de Aguilar  | 6       | 0       | 5       | 3       | 2          | 7          | 19°       |           |
| Spada              | Ennio de Oliveira    | 2       | 6       | -       | -       | -          | -          | 49°       |           |
| Spada              | Moacyr Dunham        | 0       | 6       | -       | -       | -          | -          | 57°       |           |
| Sciabola           | Lodovico Alessandri  | 1       | 5       | -       | -       | -          | -          | 48°       |           |
| Sciabola           | Moacyr Dunham        | 0       | 6       | -       | -       | -          | -          | 65°       |           |
| Sciabola           | Ennio de Oliveira    | 0       | 7       | -       | -       | -          | -          | 71°       |           |
| Fioretto femminile | Hilda von Puttkammer | 3       | 3       | 0       | 4       | -          | -          | 22°       |           |

Tornei a squadre
| Evento   | Atleti                                                               | 1 Turno      | 1 Turno        | Posizione |
| Evento   | Atleti                                                               | 1 gara       | 2 gara         | Posizione |
| -------- | -------------------------------------------------------------------- | ------------ | -------------- | --------- |
| Fioretto | Moacyr Dunham Ennio de Oliveira Ricardo Vagnotti Lodovico Alessandri | Francia 0-16 | Jugoslavia 7-9 | 13°       |
| Spada    | Moacyr Dunham Ricardo Vagnotti Henrique de Aguilar Ennio de Oliveira | Canada 7-8   | Germania 6-9   | 21°       |

### Tiro a segno/volo
| Evento             | Atleta            | 1 Round | 2 Round | 3 Round | 4 Round | 5 Round | 6 Round | TOTALE | Posizione |
| ------------------ | ----------------- | ------- | ------- | ------- | ------- | ------- | ------- | ------ | --------- |
| Pistola 50m        | Harvey Villela    | 82      | 84      | 87      | 87      | 85      | 90      | 515    | 25°       |
| Fucile 50m a terra | José Mello        | -       | -       | -       | -       | -       | -       | 296    | 5°        |
| Fucile 50m a terra | Antônio Guimarães | -       | -       | -       | -       | -       | -       | 292    | 23°       |
| Fucile 50m a terra | Manoel Braga      | -       | -       | -       | -       | -       | -       | 287    | 51°       |

### Vela
| Evento          | Atleta       | Regate  | Regate | Regate  | Regate | Regate  | Regate | Regate  | Regate | Regate  | Regate | Regate  | Regate | Regate  | Regate | Posizione | Posizione |
| Evento          | Atleta       | 1a      | 1a     | 2a      | 2a     | 3a      | 3a     | 4a      | 4a     | 5a      | 5a     | 6a      | 6a     | 7a      | 7a     | Posizione | Posizione |
| Evento          | Atleta       | TT      | P      | TT      | P      | TT      | P      | TT      | P      | TT      | P      | TT      | P      | TT      | P      | PT        | P         |
| --------------- | ------------ | ------- | ------ | ------- | ------ | ------- | ------ | ------- | ------ | ------- | ------ | ------- | ------ | ------- | ------ | --------- | --------- |
| Classe Olimpica | Walter Heuer | 1.44:05 | 21     | 1.30:59 | 21     | 1.42:56 | 22     | 1.51:39 | 14     | 1.36:01 | 25     | 1.38:18 | 17     | 1.33:44 | 23     | 39        | 24°       |